# L'Anunciació (El Greco, etapa italiana)
L'Anunciació és una de les temàtiques més repetides en el corpus pictòric d'El Greco. Es repeteix tres vegades en el seu periode italià, i continuarà repetint-lo al llarg de la seva etapa española.

## Tema de les obres
L'Anunciació és l'episodi que relata l'aparició de l'arcàngel Gabriel, per tal d'anunciar a la Verge Maria que seria la mare de Jesús per obra de l'Esperit Sant. Aquest episodi només està referit a l'Evangeli segons Lluc, a Lc.1:26-38.

## Anàlisi de les obres
La iconografía de les Anunciacions d'El Greco és totalment basada en l'Escola veneciana de pintura, tot i que no reprodueix literalment cap obra, ni de Ticià ni de cap altre pintor. Tanmateix, hi ha paral·lelismes,pel fet de col·locar Gabriel sobre un núvol, per exemple a l'Anunciació de Ticià, a l'Scuola Grande di San Rocco; o en una Anunciació de Tintoretto, avui al Museu Nacional d'Art de Romania.

## Versió del Museu Thyssen-Bornemisza
Oli sobre tauler; 117 x 98 cm.; 1575 circa ; Museu Thyssen-Bornemisza, Madrid.
Maria, asseguda en un reclinatori, girada per rebre la visita de l'Arcàngel Gabriel i el colom que representa l'Esperit Sant. L'escena s'emmarca dintre d'un fons arquitectònic senzill i ben traçat. Al fons es distingeix un grup de querubins.
Segons Harold Wethey, el clar estil venecià i l'alta qualitat d'aquest llenç, el converteixen en una de les millors obres de l'etapa italiana d'El Greco. Tant la túnica com el mantell de la Verge Maria són de color blau, tot i que el mantell té un folre groc. L'arcàngel, que porta un ropatge groc sobre una túnica groga és una figura que més aviat recorda a les de Paolo Veronese, i té un dibuix més segur que el de les altres dues Anunciacions de l'etapa italiana. La cortina rosa de l'esquerra s'esvaneix entre els núvols i el grup de querubins delicadament pintats, sota els quals hi ha una barana, força habitual en l'Escola veneciana de pintura.
El sòl és clar, amb quadrats escaquejats, de color rosa pàl·lid i altres grisos.

### Procedència
- Príncep Corsini, Florència.
- Luigi Grassi, Florència.
- Sulley, Londres (1927)
- Trotti et Cie., París.
- Knoedler, Nova York (1929)
- Col·lecció Contini Bonacossi.

## Versió del Museu del Prado
- Oli sobre tauler; 0,26 x 0,19 cm cm.; 1570-75; Museu del Prado, Madrid.

Aquesta taula és un esbós molt acabat de L'Anunciació (El Greco, MNAC). L'estil, la técnica i el marc arquitectònic són completament venecians. La Verge Maria va vestida amb túnica rosa i mantell blau, i Gabriel amb ropatge groc i folre vermell.

### Procedència
- Comprada a Concepción Parody pel Museu del Prado l'any 1868.

## Versió del Museu Nacional d'Art de Catalunya
- L'Anunciació (El Greco, MNAC)